# Buttered Popcorn
Buttered Popcorn è un brano musicale scritto da Berry Gordy e Barney Ales e interpretato dal gruppo femminile statunitense The Supremes. Il brano è stato pubblicato come singolo nel 1961.

## Tracce
- 7"

1. Buttered Popcorn
2. Who's Lovin' You

## Formazione
- Florence Ballard - voce
- Diana Ross, Mary Wilson, Barbara Martin - cori
- The Funk Brothers - gruppo